# ベルナール・ド・ゴティ
ベルナール・ド・ゴティ（Bernard de Gothie, ? - 879年以降）は、バルセロナ伯（ベルナルド2世、在位：865年 - 878年）、ジローナ伯（在位：870年 - 878年）、ゴティア辺境伯（在位：865年 - 878年）、ポワティエ伯（在位：866年 - 877年）、ブールジュ伯およびオータン伯（在位：876年 - 878年）。ポワティエ伯ベルナール2世とビユシード・デュ・メーヌの間の息子。

## 生涯
ベルナールの名が最初に見られるのは、865年4月22日、西フランク王シャルル2世が議長をつとめたセルヴェの会議において、ゴティア（ナルボンヌ周辺）の辺境伯に任ぜられた時である。アキテーヌ公ラヌルフ1世の死後、ベルナールはポワティエをも支配したが、これはシャルル2世やその息子アキテーヌ王ルイの承認を得たものではなかった。
アキテーヌ王の宮廷では、ベルナールは他の勢力と対抗するためオーヴェルニュ伯ベルナール2世・プラントヴリュおよびアルル伯ボソと同盟を結んだ。872年、ベルナールらはアキテーヌ王ルイに対し、顧問団の解任およびベルナールらを顧問に任命することを要求した。しかしこれが原因で三者の間で論争が起こり、王はボソからブールジュ伯位を奪いベルナールに与え、さらにマコン伯およびオータン伯エシャールの死後には、オーヴェルニュ伯ベルナール2世が希望していたオータン伯領をも、ベルナールに与えた。
875年、シャルル2世は西ローマ皇帝に選ばれ、ローマで聖別された。877年、シャルル2世はサラセン人の脅威にさらされた教皇ヨハネス8世に呼ばれ、軍を率いてイタリアに向かった。しかし、これはイタリア占領を防ごうとした甥カールマンに阻まれた。シャルル2世は自国に援軍を求める使者を送ったが、代わりにボソ、サン＝ジェルマン修道院長ユーグ（古ヴェルフ家）、オーヴェルニュ伯ベルナール2世およびベルナール・ド・ゴティによる反乱が自国で起こっていることを知った。シャルルはフランスへの帰路の途中で死去した。
シャルル2世の死により反乱は終息し、修道院長ユーグが新王ルイの顧問の座に就いた。しかし、ベルナール・ド・ゴティは武装解除せず、新王を認めることを拒否し、自領で王としてふるまった。877年、修道院長ユーグはポワティエ伯領に隠棲し、ポワティエ伯領をラヌルフ1世の子ラヌルフ2世に与えた。ベルナールは反乱を起こしたが、878年にトロア会議において教皇ヨハネス8世により破門された。さらにベルナール・ド・ゴティはオーヴェルニュ伯ベルナール2世に敗北し、その所領は貴族らの間で分割された。ベルナールはオータンを拠点に戦いを続けたが、879年春にオータンも没収された。また879年にボソがプロヴァンス王となった時、ベルナールはボソ側につき、マコンを守るため西フランク王ルイ3世およびカルロマン2世と戦った。しかし、880年に王はマコンを没収した。その後のベルナールについては不明である。